# Drincham
Drincham è un comune francese di 270 abitanti situato nel dipartimento del Nord nella regione dell'Alta Francia.

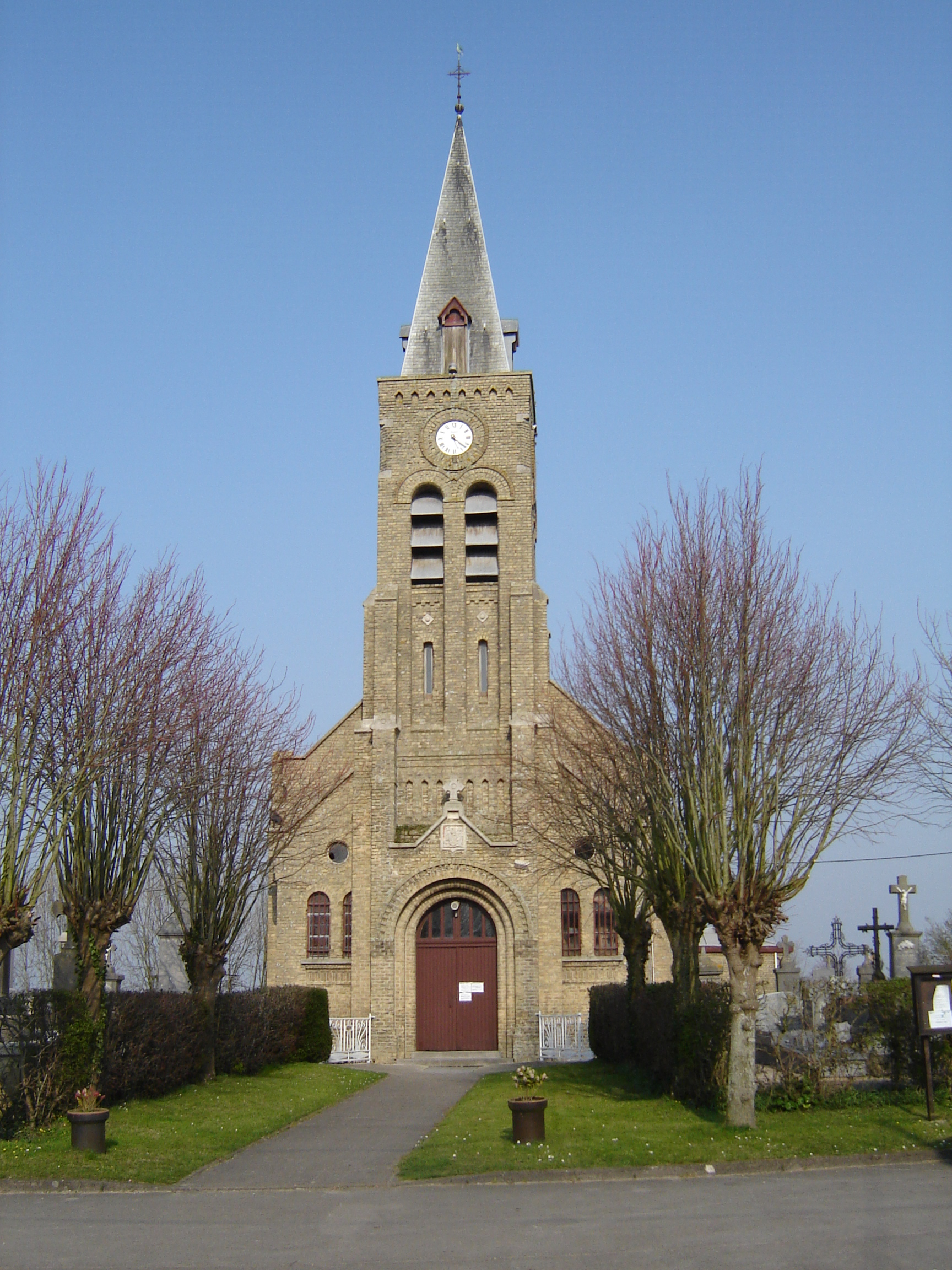
Eglise Saint-Wandrille

## Società

### Evoluzione demografica
Abitanti censiti